# Yvonne Nèvejean
Yvonne Nevejean, née à Gentbrugge (Belgique), le 15 novembre 1900 et décédée le 10 août 1987 à Bruxelles, était la directrice de l'Œuvre nationale de l'enfance en Belgique durant la Seconde Guerre mondiale. Par son action et en collaboration avec le Comité de défense des Juifs des époux Jospa (Hertz et Yvonne), elle contribua à sauver plus de 4 000 enfants juifs en leur procurant de fausses identités et en les soustrayant à l'autorité allemande d'occupation du pays. Yvonne Nèvejean fut déclarée Juste parmi les nations par l'Institut Yad Vashem.

## Biographie

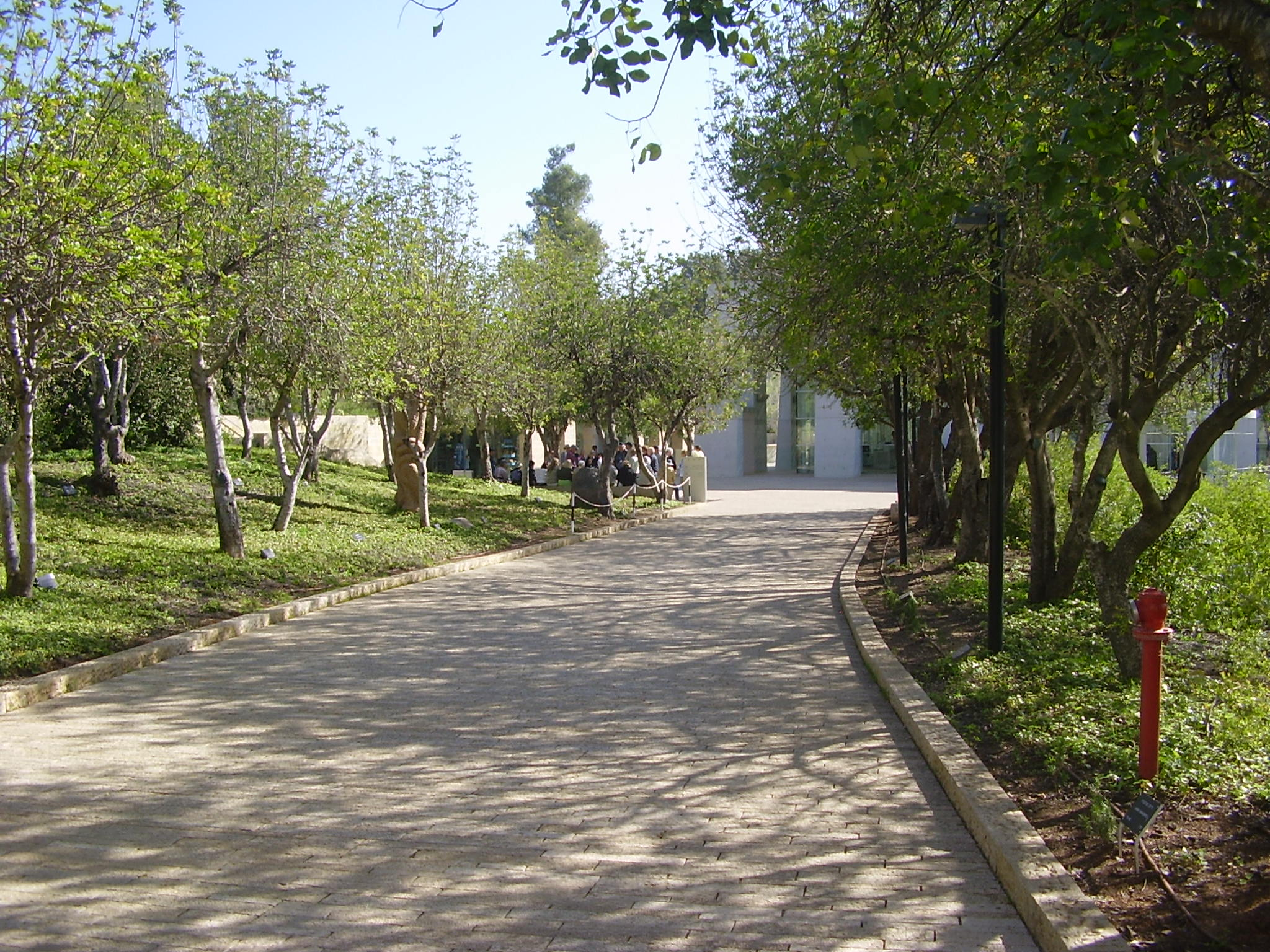
Allée à travers le 'Jardin des Justes', Yad Vashem (Jérusalem)

Yvonne Nèvejan naît le 15 novembre 1900 à Gentbrugge. Elle obtient un diplôme d'auxiliaire sociale en 1922 lors de ses études à l'École centrale de Service social de Bruxelles, dirigé par Marie Mulle, sa thèse porte sur l'Organisation du travail et l'orientation professionnelle.  Elle étudie à l'université de Gand puis aux États-Unis où elle décroche une maîtrise en sciences sociales et politiques à l'université de New York. Après son retour en Belgique en 1928, elle commence à travailler pour l'Œuvre nationale de l'enfance (aujourd'hui dénommé Office de la naissance et de l'enfance (ONE), une organisation parastatale qui supervise un réseau de foyers pour enfants en difficulté à travers toute la Belgique. Elle gravit rapidement les échelons de l'organisme jusqu'à en assurer la direction générale en 1940.

### Le sauvetage des enfants juifs
En août 1942 lorsque commencent les premières déportations de juifs en Belgique, Yvonne Nèvejean est contactée par le Comité de défense des Juifs, une toute récente organisation clandestine fondée par Hertz Jospa et son épouse Yvonne Jospa. Elle en devient membre à part entière en 1943. Ils lui demandent de prendre part au sauvetage et à la dissimulation d'enfants juifs dans des familles et des institutions dépendant de l'Œuvre nationale de l'enfance. 
Sans se préoccuper de solliciter l'autorisation de son administration, Yvonne Nèvejean organise  un système complexe pour placer des enfants juifs à risque dans des lieux sûrs, des foyers d'accueil, des internats, des couvents et des orphelinats gérés par l'ONE.
Plus de 3 000 enfants purent ainsi échapper à la barbarie nazie.  
Des listes distinctes sont établies, aucune ne comportant la totalité des informations relatives aux enfants. Grâce à un réseau d'une vingtaine de personnes, dont Ida Sterno, Andrée Geulen, et Paule Renard, les enfants sont accompagnés vers leur lieux d'accueil. Pour des raisons de sécurité, les parents d'enfants juifs ne savent jamais où leurs filles ou leurs fils sont cachés. Les messages entre parents et enfants passent cependant entre les courriers de l'ONE. Yvonne Nèvejean doit aussi trouver des moyens de subsistance. Les réseaux secrets juifs financent les opérations. Lorsque ces fonds s'avèrent ne plus être suffisants, Yvonne Nèvejean obtient un soutien financier auprès des banques, du gouvernement belge en exil à Londres et de l'American Jewish Joint Distribution Committee (Joint),.
Lorsqu'elle apprend en octobre 1942 qu'un groupe de 58 enfants juifs d'un orphelinat de Wezembeek, contrôlé par les allemands doit être conduit au camp de rassemblement de Malines, avant d'être déporté à Auschwitz, Yvonne Nèvejean contacte la reine Elizabeth, présidente d'honneur de l'ONE, qui parvient à convaincre   un général allemand d'épargner les enfants. Les détails de la libération des enfants et de leurs surveillants sont élaborés par Léon Platteau, un fonctionnaire du ministère belge de la Justice,,.

#### Évacuation des maisons d'enfants de l'Association des juifs en Belgique
La Gestapo tente bien de mettre un terme aux activités d'Yvonne Nèvejean. Même si plusieurs résistants ou bénéficiaires du réseau sont arrêtés, jamais l'organisation clandestine ne cesse son activité. En août 1944, alors que la défaite du Troisième Reich est annoncée, la Gestapo à Bruxelles renforce les mesures pour l'arrestation massive de Juifs belges. Les enfants placés dans les maisons d'enfants gérées par l'Association des juifs en Belgique (AJB) sont en grand danger d'être déportés. Yvonne Nèvejean est appelée à l'aide pour les sauver. Grâce au réseau du CDJ, l'évacuation des homes, dont celui de Linkebeek, a lieu le 27 août 1944, juste avant la rafle prévue pour le 29 août. Marie Blum-Albert, une de ces résistantes, en témoigne « Je n'oublierai jamais la détermination, la diligence, le cœur avec lesquels Mme Nèvejean s'est appliquée à cette tâche. Elle téléphona aux couvents, aux auberges et aux foyers pour orphelins de guerre et enfants de prisonniers, les suppliant ainsi que divers hommes et femmes influents d'obtenir un abri pour les enfants dans des maisons déjà très surpeuplées. »,.

### L'après-guerre
Après la guerre, Yvonne Nèvejean supervise le rapatriement des enfants dispersés par l’exode ou prisonniers de guerre et envoie les infirmières de l’ONE au secours des enfants victimes de bombardements.
Elle épouse le financier Guy Feyerick (1903-1965) à Londres le 16 août 1947,.
Yvonne Nèvejean décède le 10 août 1987 à Bruxelles. Yvonne Jospa rend hommage à son engagement « sans réserve et malgré tous les dangers, pour le sauvetage des enfants juifs, motivée par son amour des enfants, son rejet idéologique de toutes formes de racisme, sa lutte contre l'occupation nazie. ».

#### Engagement associatif
Yvonne Nèjevan est membre de plusieurs associations. Elle aide à fonder en 1944 l'association Aide aux Israélites victimes de la guerre et, en 1964, l'Amicale des Anciens du CDJ. Elle est à l'initiative des liens entre l'ONE et le conseil général de la Croix-Rouge de Belgique.

### Autres membres du réseau
D'autres figures furent très actives dans ce réseau, un prêtre du diocèse de Namur, Joseph André, dom Bruno, Madeleine Sorel,  Esta Heiber, Marie Taquet-Martens et son mari Emile Taquet et d'autres.

## Hommages et distinctions
- En 1969, Yvonne Nèvejean reçoit la médaille de Juste parmi les nations décernée par l'Institut Yad Vashem[3].
- En 1996, la Poste belge émet un timbre à son effigie[2].
- Les 4 et 5 mai 1996, l'université libre de Bruxelles et l'Association L'Enfant caché organisent deux jours d'hommage à Yvonne Nèvejean[10].
- En 2010, le forum des organisations juives rend un hommage à Anvers et remet une médaille aux personnes qui ont sauvé des juifs à Bruxelles et Anvers. La belle-fille d'Yvonne Nèvejean reçoit la médaille en son nom[11].
- En 2019, la Ville de Bruxelles baptise une nouvelle rue à son nom, rue Yvonne Nèvejean à Laeken[12],[2].
- En 2022, la 162ème promotion sciences sociales et militaires (162 SSMW) de l'Ecole Royale Militaire, comptant dans ses membres de Prince Gabriel porte le nom de promotion Yvonne Nèvejean.